# Луций Пинарий Скарп
Лу́ций Пина́рий Скарп (лат. Lucius Pinarius Scarpus; умер после 27 года до н. э.) — римский военачальник и политический деятель из патрицианского рода Пинариев, близкий родственник (по одной из версий, племянник) Гая Юлия Цезаря. Принадлежал к окружению Марка Антония, во время Актийской войны перешёл на сторону Октавиана.

## Происхождение
Луций Пинарий принадлежал к одному из древнейших патрицианских родов Рима: согласно Диодору Сицилийскому, его предок встречал дарами Геракла, когда тот остановился на берегу Тибра. Плутарх возводил родословную Пинариев к одному из сыновей второго римского царя Нумы Помпилия. В эпоху Ранней Республики представители этого рода несколько раз занимали высшие должности, но в IV веке до н. э. они исчезли из источников, чтобы ненадолго появиться в I веке до н. э.
Происхождение когномена Скарп (Scarpus) неизвестно. Отец Луция Пинария носил тот же преномен. По женской линии эта семья была связана близким родством с Гаем Юлием Цезарем: Светоний называет Луция-младшего внуком сестры Цезаря, Юлии Старшей, которая во втором браке была замужем за Педием. Таким образом, Квинт Педий, тоже внук Юлии и консул-суффект 43 года до н. э., приходился Луцию двоюродным братом. Однако некоторые исследователи считают, что, исходя из хронологии, Квинт Педий должен быть скорее сыном Юлии и племянником Цезаря; это может быть справедливо и в отношении Луция Пинария. Таким образом, Октавиану Августу, бесспорному внучатому племяннику Цезаря, Скарп мог приходиться троюродным братом или двоюродным дядей. При этом исследователи предполагают, что разница в возрасте между этими двумя нобилями была небольшой и что Луций Пинарий был старше.

## Биография
Ни один источник не называет полное имя Луция Пинария. У Диона Кассия фигурируют только номен и когномен (Пинарий Скарп), у Светония — преномен и номен (Луций Пинарий), у Аппиана только номен (Пинарий), на монетах — только когномен (Скарп).
Луций Пинарий принадлежал к окружению Гая Юлия Цезаря. После гибели последнего в 44 году до н. э. Скарп получил одну восьмую его наследства (ещё одна восьмая часть досталась Квинту Педию, а три четверти — Гаю Юлию Цезарю Октавиану). Он стал одним из доверенных лиц Марка Антония. В 42 году до н. э. Луций Пинарий принял участие в походе на Восток против республиканцев; Антоний, отправившись к Филиппам, где должно было состояться решающее сражение, оставил его с обозом и одним легионом в Амфиполе.
Следующие десять лет Скарп не упоминается в источниках. Предположительно всё это время он находился в окружении Марка Антония. В 31 году до н. э., когда началась война между Антонием и Октавианом, Луций Пинарий был наместником в Кирене и командовал четырьмя легионами; его задачей было защищать Египет от возможных нападений с запада. Таким образом, он остался в стороне от основных событий войны. Потерпев поражение в морской битве при Акции, Антоний переправился в Кирену, но Скарп отказался его поддержать. Плутарх, не называя имя Луция Пинария, сообщает, что «полководец, которому он [Марк Антоний] поручил свои силы в Африке, сам склонил это войско к измене»; этот поворот событий подтолкнул Антония к мысли о самоубийстве, предотвращённом его друзьями.
Скарп передал войско и провинцию двигавшемуся на Египет из Африки полководцу Октавиана Гаю Корнелию Галлу. Вскоре гражданская война закончилась полной победой Октавиана, который стал повелителем всей Римской державы и оставил Луция Пинария наместником в Кирене. Этот пост Скарп занимал по крайней мере до 27 года до н. э.: это доказывают отчеканенные им денарии, на котором его имя соседствует с именем Август, принятом Октавианом в январе 27 года. Себя Луций Пинарий именовал на этих монетах императором.